# Fundación Pere Tarrés
La Fundación Pere Tarrés es una entidad sin ánimo de lucro fundada en 1957 por la archidiócesis de Barcelona que se dedica al tiempo libre educativo infantil y juvenil y al fomento de la cultura, la vida asociativa, la animación sociocultural y la educación universitaria en los grados de Educación Social y Trabajo Social y los ciclos formativos de Educación Infantil e Integración Social. 

## Historia
En 1957 se creó el Servicio de Colonias de Vacaciones, momento a partir del cual se empezaron a organizar colonias y se hicieron los primeros cursos de monitores y monitoras, así como la edición de algunas de las publicaciones que edita la Fundación Pere Tarrés. Anualmente, unas 448.000 personas se benefician de la actividad social y educativa de la Fundación Pere Tarrés.

## Estructura
La Fundación Pere Tarrés tiene una red de 18 equipamientos e instalaciones (casas de colonias, albergues y una residencia de estudiantes), además de colaborar con un centenar de instalaciones juveniles. Además, la entidad del tercer sector cuenta con el centro de formación Pere Tarrés, que nació de la antigua escuela de monitores y monitoras y que actualmente ofrece cursos de tiempo libre educativo, acción social, inserción sociolaboral y ciclos formativos, así como una línea de trabajo de consultoría y estudios. 
La Fundación Pere Tarrés está formada por la Facultad de Educación Social y Trabajo Social Pere Tarrés – Universidad Ramon Llull (URL) en la cual se imparten los grados universitarios de Educación Social y Trabajo Social. La Facultad Pere Tarrés recibe esta denominación desde el 31 de enero del 2010. Los inicios de la Facultad Pere Tarrés se remontan al 1992 con el inicio de la Escuela Universitaria de Educación Social Pere Tarrés. Seis años después, pasaba a ser la Escuela Universitaria Educación Social Pere Tarrés – URL, par incluir el 2001 la Escuela Universitaria de Trabajo Social. 
Además del centro de formación y la Facultad, la Fundación Pere Tarrés está integrada por el Movimiento de Centros de Esplai Cristianos Catalanes (MCECC), la Red de Centros Socioeducativos (en catalán XACS) y el ámbito de proyectos educativos y sociales, desde el que se gestionan escuelas infantiles y se promueven programas de tiempo libre educativo en los espacios de comedor escolar y en actividades extraescolares, entre otros. 

## Publicaciones
La entidad edita la revista Educación Social. Revista d'Intervenció Socioeducativa, una publicación dedicada al ámbito de la educación social. Fue fundada el año 1995 coincidiendo con la salida de la primera promoción de diplomados en Educación Social de la universidad, y desde ese momento se ha publicado sin interrupción, ofreciendo artículos en catalán y castellano. Otra publicación destacada editada a la Fundación Pere Tarrés y el Movimiento de Centros de Esplai Cristianos Catalanes es la revista Estris, revista de referencia del ámbito del tiempo libre educativo en Cataluña, con más de 50 años de historia.

## Reconocimientos
En 2009, la Fundación Pere Tarrés obtuvo la Medalla de Honor de Barcelona y el 2016 recibió la Creu de Sant Jordi otorgada por la Generalidad de Cataluña. 